# Sinupetraliella grandicella
Sinupetraliella grandicella är en mossdjursart som först beskrevs av Canu och Bassler 1929.  Sinupetraliella grandicella ingår i släktet Sinupetraliella och familjen Petraliellidae. Inga underarter finns listade i Catalogue of Life.